# Franz Rottensteiner
Franz Rottensteiner (n. 18 ianuarie 1942, Waidmannsfeld⁠(d), Austria Inferioară, Austria) este un editor și critic austriac în domeniul științifico-fantasticului și al ficțiunii speculative în general. 

## Biografie
Franz Rottensteiner s-a născut în Waidmannsfeld, Austria Inferioară. 
El a studiat jurnalismul, limba engleză și istoria la Universitatea din Viena, obținându-și doctoratul în 1969. A slujit timp de cincisprezece ani ca bibliotecar și redactor la Österreichisches Institut für Bauforschung din Viena. În plus, a realizat o serie de traduceri în limba germană ale unor autori de science fiction, printre care Herbert W. Franke, Stanislaw Lem, Philip K. Dick, Kōbō Abe, Cordwainer Smith, Brian W. Aldiss și frații Arkadi și Boris Strugațki. 
În 1973, antologia sa de science fiction View From Another Shore, publicată în Statele Unite de Seabury Press, a introdus un număr de autori europeni cititorilor de limbă engleză. Autorii selectați au fost Stanislaw Lem, Josef Nesvadba, Gerard Klein, Lino Aldani și Jean-Pierre Andrevon. 
În anul 1975 a publicat seria Die Die phantastischen Romane. Timp de șapte ani a re-publicat lucrări ale scriitorilor mai puțin și mai bine cunoscuți, precum și pe cei noi, terminând cu un total de 28 de volume. În anii 1979-1985 a realizat traduceri ale operelor lui H. G. Wells într-o serie de optsprezece volume. 
Rottensteiner a provocat o controversă cu evaluarea negativă a științifico-fantasticului american; "ceea ce contează sunt cele mai bune realizări, și acolo SUA încă nu a produs o lucrare comparabilă cu a lui H.G. Wells, Olaf Stapledon, Karel Čapek sau Stanisław Lem". Rottensteiner i-a descris pe Roger Zelazny, Barry N. Malzberg și pe Robert Silverberg ca producători "travestiții de ficțiune" și a declarat că "Isaac Asimov este un scriitor obișnuit, iar Robert A. Heinlein și Poul Anderson sunt doar banali". Cu toate acestea, Rottensteiner l-a lăudat pe Philip K. Dick, catalogându-l drept unul dintre "cei mai mari scriitori SF".
Din 1980 până în 1998 a fost consilier al colecției Phantastische Bibliothek (cu sensul de Biblioteca Fantastică) a editurii Suhrkamp, care a publicat circa 300 de cărți în domeniu. În total, a editat aproximativ cincizeci de antologii, a produs două cărți ilustrate (The Science Fiction Book din 1975 și The Fantasy Book din 1978). De asemenea  Franz Rottensteiner a contribuit la numeroase lucrări de referință despre science fiction. 
Asocierea lui strânsă cu Lem și promovarea acestuia până în 1995 a fost un factor în recunoașterea acestuia din urmă în Statele Unite ale Americii.
Rottensteiner a fost editorul revistei Quarber Merkur, cea mai importantă revistă de limbă germană de science fiction, din 1963. În 2004, cu ocazia numărului 100 al acestui jurnal, a primit un premiu special Kurd Lasswitz.
În limba română i-a fost publicat eseul Anticipația europeană dincolo de ocean, tradus de Ioana Ruxandra Boiangiu, în Colecția „Povestiri științifico-fantastice”, numărul 456 din 15 noiembrie 1973.

## Lucrări scrise
În enciclopedia Bibliographisches Lexikon der utopisch-phantastischen Literatur a scris biografiile scriitorilor Carl Amery, Herbert W. Franke, Paul Gurk, Paul Scheerbart, Stanislaw Lem, Ursula K. LeGuin (toate în 1984), Josef Nesvadba, Mervyn Peake, Alexander Kasanzew, Bram Stoker, Hanns Heinz Ewers, Johanna und Günter Braun, Kurt Vonnegut Jr., Sewer Gansowski, Eric Koch, György Botond-Bolics, Henry Rider Haggard, Oskar Panizza, St. Bialkowski (toate în 1985),Curt Siodmak, Ann Radcliffe, Charles Brockden Brown, David Lindsay, Edward Georges de Capoulet-Junac, Emily Bronte, Horace Walpole, Lino Aldani, Mary Shelley, William Beckford, Charles Robert Maturin, George Orwell, Joseph Sheridan Le Fanu, M. G. Lewis, Arthur Machen, William Hope Hodgson (toate în 1986), Cynthia Asquith, Franz L. Neher, Margaret Oliphant, Oswald Levett, Ambrose Bierce, E. F. Benson, M. R. James, Peter Marginter, Roald Dahl, Robert W. Chambers, Leo Szilard, Rudolf Heinrich Daumann, Franz Spunda, Hans Dominik (toate în 1987), Walter de la Mare, Fritz von Herzmanovsky-Orlando, Gustav Meyrink, Henry S. Whitehead, Jean Ray, Thomas Owen (toate în 1988), Claude Seignolle, Hermann Harry Schmitz, Maurice Renard, Carl Grunert, Sergej Snegow, H. G. Wells (toate în 1989), Herbert Rosendorfer, Bernard Wolfe, Saki (toate în 1990), Fitz-James O'Brien, Gustav Renker (1991), Jan Potocki, Robert Paltock, Sir Thomas Malory, Rudyard Kipling (toate în 1992), Charles Howard Hinton, Étienne Cabet, Frederick Rolfe, William Golding, E. H. Visiak, Oliver Onions (toate în 1993), Julian Hawthorne, Louis Couperus, Maurice Dekobra, Willy Seidel, Robert Hugh Benson (toate în 1994), F. Anstey, Frank R. Stockton (2000), Stanislaus Bialkowski (2008), Alain Robbe-Grillet (2009) și Julien Gracq (2010).

### Antologii
În lista de mai jos, antologiile sunt publicate de către editura Suhrkamp (Suhrkamp Verlag), dacă nu este specificat altfel:
- Die Ratte im Labyrinth. Insel Verlag, 1971.
- Pfade ins Unendliche. Insel Almanach auf das Jahr 1972. Insel Verlag, 1971.
- Blick vom anderen Ufer. 1977.
- Das Mädchen am Abhang. 1979.
- Die andere Zukunft. 1982.
- Das große Buch der Märchen, Sagen und Gespenster. Fischer, 1982.
- Phantastische Träume. 1983.
- Phantastische Welten. 1984.
- Die Ermordung des Drachen. Insel Verlag, 1985.
- Phantastische Aussichten. 1985.
- Phantastische Zeiten. 1986.
- Seltsame Labyrinthe. 1987.
- Die dunkle Seite der Wirklichkeit. 1987.
- Der Eingang ins Paradies. 1988.
- Arche Noah. 1989.
- Phantastische Begegnungen. 1990.
- Die Sirene und andere phantastische Erzählungen. 1990.
- Verführung. Eichborn Verlag, 1993.
- Phantastisches aus Österreich. 1995.
- Weltuntergänge en gros. Ablaufdatum 31.12.2000: Die Prophezeiungs-Falle. Aarachne Verlag, Wien 1999.
- Weltuntergänge en detail. Ablaufdatum 31.12.2000: Die Prophezeiungs-Falle. Aarachne Verlag, Wien 1999.
- cu Erik Simon: Tolkiens Geschöpfe. Heyne Verlag, 2003

În antologia de limba engleză The Best of Austrian Science Fiction  din 2001 a publicat operele unor scriitori austrieci ca Martin Auer, Alfred Bittner, Kurt Bracharz, Andreas Findig, Herbert W. Franke, Marianne Gruber, Peter Marginter, Barbara Neuwirth, Heinz Riedler, Peter Schattschneider, Michael Springer, Oswald Wiener.
Într-o altă antologie în limba engleză din 2008, The Black Mirror and Other Stories: An Anthology of Science Fiction from Germany and Austria, a publicat operele unor scriitori austrieci și germani ca Ludwig Hevesi, Kurd Lasswitz, Carl Grunert, Paul Scheerbart, Otto Willi Gail, Egon Friedell, Hans Dominik, Herbert W. Franke, Ernst Vlcek, Carl Amery, Horst Pukallus, Johanna Braun, Günter Braun, Erik Simon, Angela Steinmüller, Wolfgang Jeschke, Thorsten Küper, Oliver Henkel, Helmuth W. Mommers, Andreas Eschbach.

## Lucrări suplimentare
- "Recent Writings on German Science Fiction," Science Fiction Studies, Vol. 28, No. 2  (Jul., 2001), pp. 284–290.
- Franz Rottensteiner and Todd C. Hanlin (Translator) The Best of Austrian Science Fiction. (Studies in Austrian Literature, Culture, and Thought. Translation Series. (Aug., 2001)
- "SF in Germany: A Short Survey," Science Fiction Studies, Vol. 27, No. 1  (Mar., 2000), pp. 118–123.
- "Science Fiction: Eine Einführung." Insel Almanach auf das Jahr (1972): 5-21

## Legături externe
- de Franz Rottensteiner în Catalogul Bibliotecii Naționale a Germaniei (Informații despre Franz Rottensteiner • PICA • Căutare pe site-ul Apper)
- Franz Rottensteiner la Internet Speculative Fiction Database
- Interview mit Franz Rottensteiner auf Zauberspiegel-Online

## Vezi și
- Științifico-fantasticul în Austria